# Angele Tomo
Angele Tomo (sinh ngày 11 tháng 4 năm 1989) là một đô vật tự do người Cameroon. Cô đã tham gia nội dung 69 kg tự do nữ tại Đại hội Thể thao Khối thịnh vượng chung 2014, nơi cô giành được huy chương bạc.